# Nekrolog 1674
Nekrolog
◄◄
| ◄
| 1670
| 1671
| 1672
| 1673
| 1674 | 1675 | 1676 | 1677 | 1678 | ► | ►►
Weitere Ereignisse | Allgemeiner Nekrolog 1674
Die Beschreibung der verstorbenen Person sollte so kurz wie möglich gehalten sein und nur deren signifikante Tätigkeit(en) enthalten.
Neue Namen ggf. auch unter dem Geburts- und Sterbedatum, also etwa unter 1. Januar und im Geburts- und Sterbejahr (2024) eintragen (nur bei entsprechender großer Wichtigkeit). Für Beispiele siehe die schon vorhandenen Artikel.
Außerdem über die fünf zuletzt Verstorbenen, zu denen es einen ausreichend guten Artikel für eine Präsentation auf der Hauptseite gibt, nach der todesbedingten Überarbeitung der Artikel ggf. auch unter Wikipedia Diskussion:Hauptseite informieren und sie am besten auch in den anderen Wikipedia-Sprachversionen eintragen. Tipp: Regelmäßig bei news.google.de nach „ist tot“, „gestorben“ oder „verstorben“ suchen.
Wenn eine Person gestorben ist, gibt es viele Seiten zu dieser Person in der Wikipedia, die davon auch betroffen sind und entsprechend aktualisiert werden müssen. Beispiele: Namenübersichtsseite, Geburtsjahr, Geburtsort-Seiten und viele mehr.
Wie finde ich die betroffenen Seiten?
Im Suchfeld auf der linken Seite gibt man den Suchbegriff so ein: „Vorname Nachname“. Dann klickt man auf Volltext und alle Seiten mit entsprechendem Suchtext werden aufgerufen. Hier sieht man dann schnell, wo auch das Todesjahr Sinn macht oder sogar ein Teil des Artikels angepasst werden muss. Auch hilft das „Werkzeug“ auf der linken Seite sehr gut, um solche Seiten aufzufinden: „Links auf diese Seite“. Somit ist die Wikipedia wieder aktuell in allen Bereichen! Hinweis: bei Eintragung der Kategorie „Gestorben JAHR“ wird der Missbrauchsfilter 49 ausgelöst, was jedoch nicht schlimm ist. Siehe: Spezial:Missbrauchsfilter/49
Dies ist eine Liste von im Jahr 1674 verstorbenen bekannten Persönlichkeiten. Die Einträge erfolgen innerhalb der einzelnen Daten alphabetisch sortiert. Tiere sind im Nekrolog für Tiere zu finden.

## Januar
| Tag        | Name                                  | Beruf, bekannt als                                      | Alter | Beleg |
| ---------- | ------------------------------------- | ------------------------------------------------------- | ----- | ----- |
| 1. Januar  | Georg Christoph Hönn                  | Nürnberger Kaufmann                                     | 52    |       |
| 3. Januar  | Ludwig Heinrich                       | Pfalzgraf und Herzog von Simmern-Kaiserslautern         | 33    |       |
| 4. Januar  | Wolfgang Hager                        | deutscher Uhrmacher                                     |       |       |
| 4. Januar  | Johann Nicolaus Pfitzer               | deutscher Arzt und Autor                                | 39    |       |
| 5. Januar  | Ebba Brahe                            | schwedische Hofdame und Geschäftsfrau                   | 77    |       |
| 8. Januar  | Justus van Egmont                     | niederländischer Maler                                  | 72    |       |
| 10. Januar | Jacob de Witt                         | niederländischer Politiker; Bürgermeister von Dordrecht | 84    |       |
| 11. Januar | Maria Lidwina Dulliker                | Schweizer Zisterzienserin und Äbtissin                  | 65    |       |
| 12. Januar | Giacomo Carissimi                     | italienischer Komponist                                 |       |       |
| 16. Januar | Heinrich Rantzau der Jüngere          | Orientreisender                                         | 74    |       |
| 18. Januar | Zacharias Stenglin                    | promovierter Jurist beider Rechte und Stadtsyndikus     | 69    |       |
| 21. Januar | Henri de La Trémoille, duc de Thouars | Herzog von Thouars und La Trémouille                    | 75    |       |
| 31. Januar | Georg Balthasar Wohlfahrt             | deutscher Ornithologe                                   | 66    |       |

## Februar
| Tag         | Name                       | Beruf, bekannt als                               | Alter | Beleg |
| ----------- | -------------------------- | ------------------------------------------------ | ----- | ----- |
| 3. Februar  | Ulysses von Salis          | Oberst in französischen Diensten, Landammann     | 79    |       |
| 10. Februar | Gottfried Behm             | Benediktiner und Astronom                        | 38    |       |
| 10. Februar | Leonaert Bramer            | holländischer Maler                              | 77    |       |
| 13. Februar | Jean de Labadie            | pietistischer Mystiker                           | 64    |       |
| 15. Februar | Nicolaus Peucker           | deutscher Dichter                                |       |       |
| 22. Februar | Jean Chapelain             | französischer Schriftsteller                     | 78    |       |
| 24. Februar | Matthias Weckmann          | deutscher Komponist des Barock                   |       |       |
| 25. Februar | Hermann Lembke             | Jurist und Stadtsyndikus von Rostock             | 54    |       |
| 25. Februar | Moritz                     | Graf von Tecklenburg und Limburg, Herr von Rheda | 58    |       |
| 27. Februar | Elert Thiele               | Tallinner Bildhauer und Holzschnitzer            |       |       |
| Februar     | Egbert Jans van Leeuwarden | niederländischer Uhrmacher                       |       |       |

## März
| Tag      | Name                   | Beruf, bekannt als                           | Alter | Beleg |
| -------- | ---------------------- | -------------------------------------------- | ----- | ----- |
| 2. März  | Johann Heinrich Hummel | Schweizer evangelischer Geistlicher          | 62    |       |
| 7. März  | Charles Sorel          | französischer Schriftsteller und Histograf   |       |       |
| 11. März | Johann Michaelis       | deutscher lutherischer Theologe              | 62    |       |
| 14. März | Gerhard Vynhoven       | deutscher katholischer Priester              | 77    |       |
| 18. März | Wolfgang Wildfeuer     | erster Hauptmann zu Littmitz und zu Falkenau | 62    |       |
| 28. März | Heinrich Wedemhof      | Ratsherr der Hansestadt Lübeck               | 56    |       |

## April
| Tag       | Name                  | Beruf, bekannt als                              | Alter | Beleg |
| --------- | --------------------- | ----------------------------------------------- | ----- | ----- |
| 6. April  | Ludwig Fiedler        | deutscher evangelischer Theologe                | 67    |       |
| 11. April | Paul I. Batthyány     | ungarischer Magnat und Grundherr                | 34/35 |       |
| 16. April | Elias von Kanitz      | kurbrandenburger Obrist und Hauptmann von Balga | 56    |       |
| 18. April | John Graunt           | Wegbereiter der modernen Statistik              | 53    |       |
| 20. April | Anton von Graffenried | Schultheiss von Bern                            |       |       |
| 21. April | Johann Philippi       | deutscher Rechtsgelehrter                       | 67    |       |
| 22. April | Michael Gottschald    | deutscher Unternehmer und Hammerherr            |       |       |
| 29. April | Johann Andreas Bose   | deutscher Historiker und Philologe              | 47    |       |

## Mai
| Tag     | Name                             | Beruf, bekannt als                                                 | Alter | Beleg |
| ------- | -------------------------------- | ------------------------------------------------------------------ | ----- | ----- |
| 7. Mai  | Heinrich Wolter von Streversdorf | Weihbischof in Köln und Mainz                                      |       |       |
| 8. Mai  | Georg Friederich von Bretten     | deutscher Jurist                                                   | 63    |       |
| 15. Mai | Kazimierz Florian Czartoryski    | Bischof von Posen, Włocławek und Gnesen                            |       |       |
| 18. Mai | Augustin Strauch                 | deutscher Rechtswissenschaftler und sächsischer Diplomat           | 61    |       |
| 28. Mai | Thomas Wolfgang Puechenegger     | österreichischer Jurist und Bürgermeister von Wien (1654 bis 1655) |       |       |

## Juni
| Tag      | Name                           | Beruf, bekannt als                                                     | Alter | Beleg |
| -------- | ------------------------------ | ---------------------------------------------------------------------- | ----- | ----- |
| 4. Juni  | Jan Lievens                    | niederländischer Maler                                                 | 66    |       |
| 13. Juni | Andreas Wigand                 | deutscher Geistlicher, Jesuit, Theologe, Konvertit zum Protestantismus | 67    |       |
| 14. Juni | Marin Le Roy de Gomberville    | französischer Romanschriftsteller                                      |       |       |
| 17. Juni | Jijabai                        | indische Adlige und Königsmutter                                       | 76    |       |
| 25. Juni | Mauritia Eleonora von Portugal | Prinzessin von Portugal und durch Heirat Fürstin von Nassau-Siegen     | 65    |       |
| Juni     | Louis Boullogne                | französischer Maler                                                    |       |       |

## Juli
| Tag      | Name                             | Beruf, bekannt als                                                                                                   | Alter | Beleg |
| -------- | -------------------------------- | --- | ----- | ----- |
| 2. Juli  | Eberhard III.                    | Herzog von Württemberg (1628–1674)                                                                                   | 59    |       |
| 13. Juli | Johann Georg Crocius             | deutscher Theologe                                                                                                   | 45    |       |
| 14. Juli | Pelham Humfrey                   | englischer Komponist                                                                                                 |       |       |
| 18. Juli | Valentin Heerbrand               | Prediger in Canitz bei Oschatz                                                                                       | 62    |       |
| 19. Juli | Hermann Buschoff                 | niederländischer Pfarrer, Verfasser der ersten europäischen Abhandlung über die chinesische Therapie der Moxibustion |       |       |
| 19. Juli | Samuel von Voss                  | deutscher lutherischer Theologe                                                                                      | 52    |       |
| 29. Juli | Maria Ursula Kolb von Wartenberg | Erzieherin der Liselotte von der Pfalz                                                                               | 55    |       |
| 30. Juli | Enoch Svantenius                 | deutscher lutherischer Theologe                                                                                      | 56    |       |
| 30. Juli | Karel Škréta                     | tschechischer Barockmaler                                                                                            |       |       |

## August
| Tag        | Name                                | Beruf, bekannt als                                      | Alter | Beleg |
| ---------- | ----------------------------------- | ------------------------------------------------------- | ----- | ----- |
| 1. August  | Roger du Plessis, duc de Liancourt  | französischer Adliger                                   |       |       |
| 10. August | Sébastien de Beaulieu               | französischer Militärkartograph, Offizier und Verleger  |       |       |
| 11. August | August von Sachsen-Weißenfels       | Prinz von Sachsen-Weißenfels und Dompropst zu Magdeburg | 23    |       |
| 12. August | Philippe de Champaigne              | französischer Maler                                     | 72    |       |
| 18. August | Fridolin Summerer                   | Schweizer Benediktinermönch, Abt des Klosters Muri      | 46    |       |
| 27. August | Wenzel Scherffer von Scherffenstein | deutscher Barockdichter und Übersetzer                  |       |       |
| 30. August | Gerhard Schepeler                   | Osnabrücker Ratsherr und Bürgermeister                  | 59    |       |

## September
| Tag           | Name                                   | Beruf, bekannt als                                                             | Alter | Beleg |
| ------------- | -------------------------------------- | ------------------------------------------------------------------------------ | ----- | ----- |
| 1. September  | Auguste Magdalene von Hessen-Darmstadt | deutsche Adlige und Dichterin                                                  | 17    |       |
| 4. September  | Simon Loeffler                         | deutscher evangelischer Theologe in Leipzig                                    | 47    |       |
| 5. September  | Hermann Nottelmann                     | deutscher Pädagoge                                                             | 48    |       |
| 10. September | Hermann Egon                           | Reichsfürst und Obersthofmeister des Kurfürsten von Bayern                     | 46    |       |
| 12. September | Nicolaes Tulp                          | holländischer Chirurg                                                          | 80    |       |
| 16. September | Johann Botsack                         | evangelischer Theologe                                                         | 74    |       |
| 22. September | Gerbrand van den Eeckhout              | niederländischer Maler                                                         | 53    |       |
| 22. September | Ladislas Jonnart                       | römisch-katholischer Bischof                                                   |       |       |
| 23. September | Abraham Battus                         | deutscher evangelischer Theologe, Generalsuperintendent von Schwedisch-Pommern | 67    |       |
| 25. September | Hans Conrad Gyger                      | Schweizer Kartograf und Ingenieur                                              | 75    |       |
| 25. September | Michael Müller                         | Dresdner Ratsherr und Bürgermeister                                            |       |       |
| 26. September | Ottavio Acquaviva d’Aragona            | italienischer Kardinal der Römischen Kirche                                    | 65    |       |
| 27. September | Thomas Traherne                        | englischer Dichter, Theologe, Pfarrer und religiöser Schriftsteller            | 37    |       |

## Oktober
| Tag         | Name                                 | Beruf, bekannt als                                                       | Alter | Beleg |
| ----------- | ------------------------------------ | ------------------------------------------------------------------------ | ----- | ----- |
| 1. Oktober  | David Cohen de Lara                  | sephardischer Rabbiner in Hamburg, Philologe und Gelehrter               |       |       |
| 2. Oktober  | Georg Friedrich                      | Graf zu Nassau-Siegen                                                    | 68    |       |
| 9. Oktober  | Entgen Luijten                       | Opfer der Hexenverfolgung                                                | ~ 74  |       |
| 10. Oktober | Johann Kilian Heller                 | deutscher Komponist und Organist                                         |       |       |
| 10. Oktober | Michael Friedrich Lederer            | deutscher Rechtswissenschaftler                                          | 35    |       |
| 15. Oktober | Robert Herrick                       | englischer Dichter                                                       | 83    |       |
| 27. Oktober | Hallgrímur Pétursson                 | isländischer Pfarrer und Schriftsteller                                  |       |       |
| 28. Oktober | Giovanni Bona                        | italienischer Kardinal und Liturgiewissenschaftler                       | 65    |       |
| 30. Oktober | Christine Friederike von Württemberg | Herzogin von Württemberg und verheiratete Gräfin von Oettingen-Oettingen | 30    |       |

## November
| Tag          | Name                     | Beruf, bekannt als                              | Alter | Beleg |
| ------------ | ------------------------ | ----------------------------------------------- | ----- | ----- |
| 4. November  | Kanō Tan’yū              | japanischer Maler der frühen Edo-Zeit           | 72    |       |
| 5. November  | Johann Brenck            | Schreiner und Holzschnitzer                     | 70    |       |
| 5. November  | Daniel Six               | niederländischer Kaufmann in Ostasien           | 53    |       |
| 8. November  | John Milton              | englischer Dichter                              | 65    |       |
| 14. November | Giovan Battista Ferrini  | italienischer Organist, Cembalist und Komponist |       |       |
| 17. November | Isbrand van Diemerbroeck | niederländischer Mediziner                      | 64    |       |
| 18. November | Charles Lalemant         | französischer Priester und Jesuit               | 87    |       |
| 18. November | Hermann Lothar von Post  | fürstlich Münsteraner Generalmajor              |       |       |
| 27. November | Franciscus van den Enden | flämischer Schriftsteller, Lehrer und Philosoph | 72    |       |
| 27. November | Louis de Rohan           | Großjägermeister von Frankreich                 |       |       |

## Dezember
| Tag          | Name                              | Beruf, bekannt als                                                       | Alter | Beleg |
| ------------ | --------------------------------- | ------------------------------------------------------------------------ | ----- | ----- |
| 3. Dezember  | Caspar Gras                       | österreichischer Bildhauer, Bronzegießer und Vertreter des Manierismus   |       |       |
| 4. Dezember  | Johann von Rottal                 | mährischer Adliger                                                       |       |       |
| 7. Dezember  | Karl Emil von Brandenburg         | Sohn des Großen Kurfürsten                                               | 19    |       |
| 9. Dezember  | Edward Hyde, 1. Earl of Clarendon | englischer Staatsmann und Historiker                                     | 65    |       |
| 11. Dezember | Binjamin Mussaphia                | Philologe und Autor                                                      |       |       |
| 12. Dezember | Johann Otto Tabor                 | deutscher Jurist und Professor                                           | 70    |       |
| 17. Dezember | Philipp Franz                     | Herzog von Arenberg und Aarschot                                         | 49    |       |
| 19. Dezember | Franz von Lisola                  | Diplomat in kaiserlich-habsburgischen Diensten und politischer Publizist | 61    |       |
| 19. Dezember | Marcello Santacroce               | italienischer Kardinal und Bischof                                       | 55    |       |
| 20. Dezember | Peter Musaeus                     | deutscher evangelischer Theologe                                         | 54    |       |

## Datum unbekannt
| Tag | Name                            | Beruf, bekannt als                                                                      | Alter | Beleg |
| --- | ------------------------------- | --------------------------------------------------------------------------------------- | ----- | ----- |
|     | Claus von Ahlefeldt             | Feldmarschall und Befehlshaber aller dänischen Streitkräfte in Norwegen                 |       |       |
|     | Heinrich von Ahlefeldt          | Adliger Gutsherr und Träger des Dannebrog- und des Elefanten-Ordens                     |       |       |
|     | Pieter Boel                     | flämischer Maler des Barocks                                                            |       |       |
|     | Petar Bogdan                    | katholischer Bischof, Historiker und Schlüsselfigur der bulgarischen Befreiungsbewegung |       |       |
|     | William Brenton                 | britischer Politiker                                                                    |       |       |
|     | Jakob Chagis                    | jüdischer Gelehrter                                                                     |       |       |
|     | Margareta Dorothea von Dalberg  | Äbtissin des Klosters Oberwerth                                                         |       |       |
|     | Chöying Dorje                   | zehnter Lama in der Inkarnationsreihe der Karmapas                                      |       |       |
|     | Ezekiel Foxcroft                | britischer Theosoph                                                                     |       |       |
|     | Hans Christoph Fritzsche        | deutscher Orgelbauer                                                                    |       |       |
|     | Johann Helwig                   | deutscher Dichter und Arzt                                                              |       |       |
|     | Johann Benedikt Hess der Ältere | deutscher Steinschneider des Barock                                                     |       |       |
|     | Jacob Israel                    | deutscher Botaniker, Anatom und Chirurg                                                 |       |       |
|     | Johann Lingelbach               | deutscher Maler                                                                         |       |       |
|     | Johannes Mejer                  | dänischer Kartograf                                                                     |       |       |
|     | Jean Pecquet                    | französischer Anatom                                                                    |       |       |
|     | Albrecht Richter                | deutscher Maler                                                                         |       |       |
|     | Johann Paul Schor               | österreichischer Maler                                                                  |       |       |
|     | Konrad Werdmüller               | Schweizer Militärführer                                                                 |       |       |